# Westvleteren

Ubicación de Westvleteren en el municipio de Vleteren.

Westvleteren es un pueblo de la provincia de Flandes Occidental, Bélgica. Es una sección de la municipalidad de Vleteren. El núcleo de la misma es un asentamiento lineal a lo largo de la carretera N321.
Westvleteren es principalmente conocido por la fábrica de cerveza Westvleteren (en neerlandés: Brouwerij Westvleteren), una cervecería fundada en 1838 en el interior de la Abadía de San Sixto de Westvleteren. Sus cervezas a menudo han sido valoradas como las mejores de todo el mundo. La actual capacidad de elaboración de la cerveza es de aproximadamente 500.000 cajas por año. Mientras que el gusto es muy subjetivo e individual, algunos bebedores de cerveza internacionales consideran la Westvleteren 12 como una de sus cervezas favoritas. La mayoría de los miembros de BeerAdvocate y RateBeer, dos sitios web de puntuación de cervezas, consistentemente puntúan a la Westvleteren 12, como una de sus mejore cervezas; la 8 y la Rubia también suelen situarse entre los primeros puestos en ambos sitios.
La parroquia y la iglesia fueron nombrados según San Martín de Tours. La Iglesia de San Martín (en neerlandés: Sint-Martinuskerk) es de estilo gótico tardío con partes de estilo románico y es un edificio protegido.

## Galería

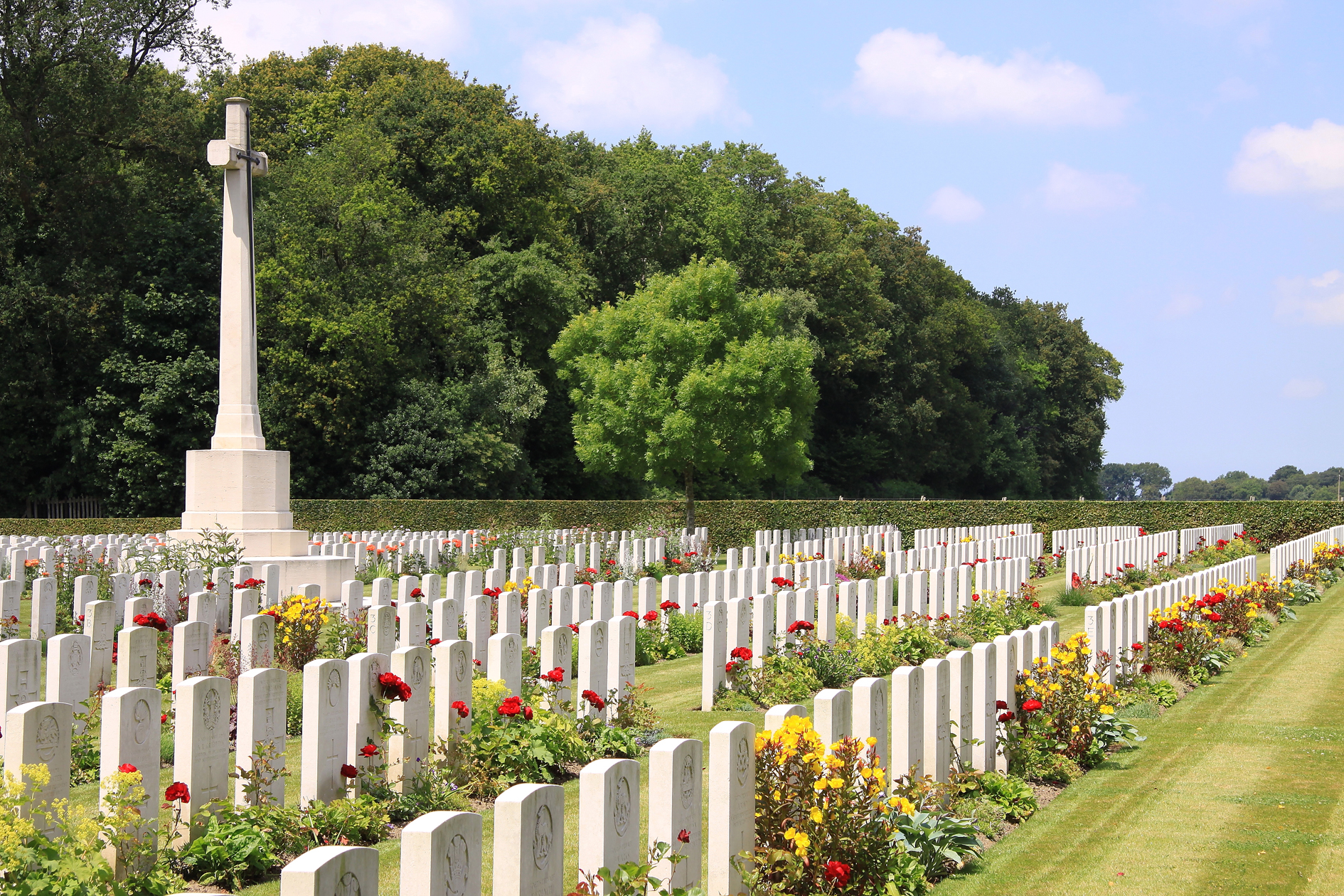
Dozinghem Cementerio Militar - Cruz del Sacrificio
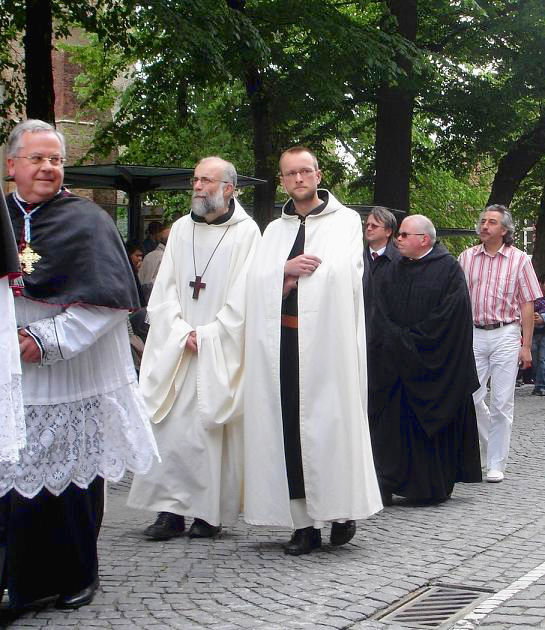
Procesión de la Santa Sangre de Brujas: abad Van Hecke (segundo a la izquierda) con uno de sus monjes